# Livia Livi
Livia Livi (Firenze, 16 febbraio 1932) è una scultrice e poetessa italiana.

## Biografia
Flavia Livia Livi in arte Livia Livia tenne la sua prima personale alla Galleria delle Ore di Milano nel 1968, con una presentazione di Giuliano Briganti. Tra le altre personali si ricorda quella tenuta a Milano nel 1975 presso la Galleria Bergamini, con testi di Mario De Micheli, quella tenuta nel 1982 presso la Galleria Il Segno di Roma, con  testi di Cesare Vivaldi e Francesca Sanvitale, quella del 1991 presso la Galleria de'Serpenti di Roma con un testo critico di Gillo Dorfles e quella tenuta al Vittoriano nel 2002 con testi critici di Maria Grazia Tolomeo e Mario Perniola. 
Dagli anni '90 è attiva anche come poetessa, con tre raccolte: La mano ladra (Udine, Campanotto, 1991), Blu beduino (Firenze, Passigli, 1997) e Antifona, con postfazione di Giuseppe Lupo (Torino, Aragno, 2004; Premio Viareggio). 
Con Decreto del Presidente della Repubblica del 17 dicembre 2014 le è stato concesso un assegno straordinario vitalizio in virtù della Legge Bacchelli.